# Gourock Ropeworks

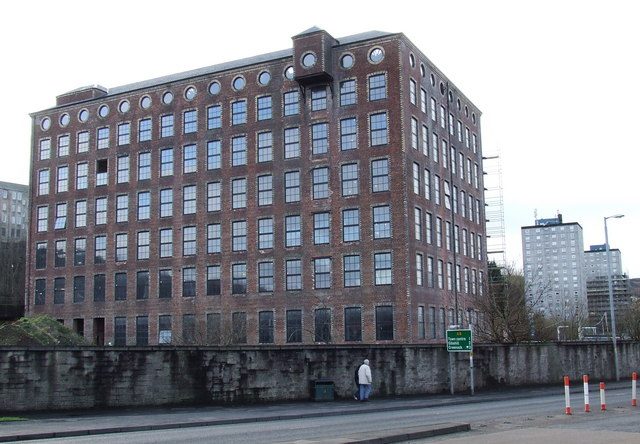
Gourock Ropeworks

Die Gourock Ropeworks sind eine ehemalige Seilerei in der schottischen Stadt Port Glasgow in Inverclyde. 1988 wurde der Unternehmenssitz in die schottischen Denkmallisten in der höchsten Kategorie A aufgenommen.

## Geschichte
Das Unternehmen wurde im Jahre 1797 gegründet. Es produzierte Seile im Auftrag der zahlreichen Werften entlang des Firth of Clyde. Der Unternehmenssitz wurde später in das Gebäude einer ehemaligen Zuckerfabrikation in Port Glasgow verlegt, das zu diesem Zeitpunkt einen bedeutenden Standort für den Schiffbau darstellte. Alleine das Unternehmen Lithgows beschäftigte rund 8000 Arbeiter und war später die weltweit größte Werft in privater Hand. 

## Gebäude
Das Gebäude liegt im Zentrum Port Glasgows gegenüber den Hafenanlagen direkt an der A8. Es wurde im Jahre 1866 als Produktionsgebäude einer Zuckerraffinerie errichtet. Im 19. Jahrhundert war das benachbarte Greenock eines der britischen Zentren für Zuckerfabrikation, wovon heute noch der ehemalige Zuckerspeicher zeugt. Später bezogen die Gourock Ropeworks das Gebäude, deren Sitz bisher in der direkten Umgebung gelegen hatte und integrierten Teile ihrer Anlagen, sodass die ältesten Teile des Gebäudes aus dem späten 18. Jahrhundert stammen. Nach Aufgabe des Unternehmens wurde das Gebäude zu Wohnraum umgestaltet. Die Gesamtkosten dieser Maßnahme beliefen sich auf rund 3 Millionen £. Die Umbaumaßnahmen wurden im Rahmen einer Architekturpreisverleihung als beispielhaft gelobt.
Das siebenstöckige Bauwerk weist einen L-förmigen Grundriss auf. Das Mauerwerk besteht aus rotem Sandstein, der an Öffnungen und Gebäudekanten mit gelbem Sandstein abgesetzt ist. Entlang der nordexponierten Frontseite sind Fenster auf acht vertikalen Achsen angeordnet. Mit Ausnahme des Ober- und Kellergeschosses, wo runde Fenster verbaut sind, schließen sie mit einem sehr flachen Segmentbogen ab. Das Gebäude schließt mit flachen, schiefergedeckten Walmdächern.